# 布瓦西亚
布瓦西亚（法語：Boissia，法語發音：[bwasja]）是法国汝拉省的一个市镇，属于隆斯勒索涅区。

## 地理
布瓦西亚（46°35'33"N, 5°44'5"E）面积5.67 平方千米，位于法国勃艮第-弗朗什-孔泰大區汝拉省，该省份为法国东部内陆省份，北起上索恩省，西北接科多尔省，西临索恩-卢瓦尔省，南至安省，东与杜省和瑞士接壤。
与布瓦西亚接壤的市镇（或旧市镇、城区）包括：韦尔唐博、安河畔巴雷西亚、克莱尔沃莱拉克、帕托尔奈、蓬德普瓦特。

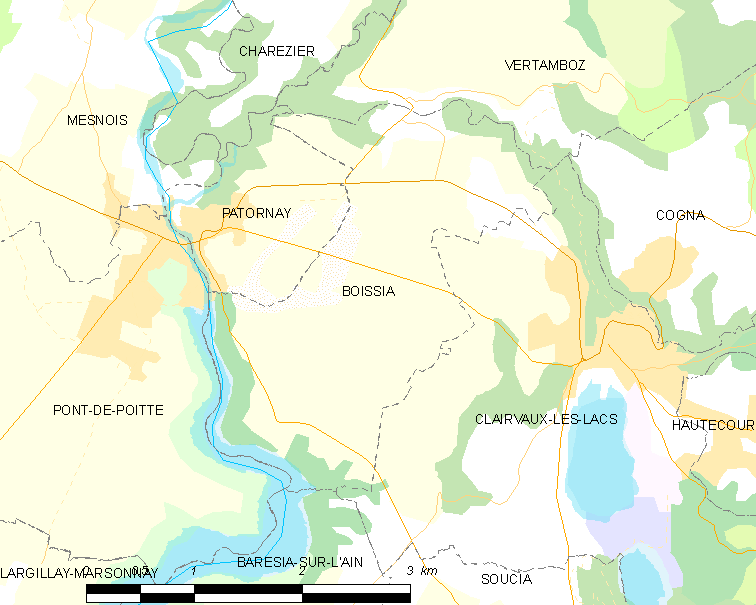
布瓦西亚的OSM定位图

布瓦西亚的时区为UTC+01:00、UTC+02:00（夏令时）。

## 行政
布瓦西亚的邮政编码为39130，INSEE市镇编码为39061。

## 政治
布瓦西亚所属的省级选区为圣洛朗昂格朗沃县。

## 人口

1962-2008年间布瓦西亚人口变化图示

布瓦西亚于2022年1月1日时的人口数量为114人。